# Benjamín Salvador Nebot
Benjamín Salvador Nebot (la Vall d'Uixó, Plana Baixa, 1947) és un polític valencià, senador en la Tercera i Quarta legislatures 

## Biografia
Treballà com a professor d'EGB i fou elegit regidor de l'ajuntament de la Vall d'Uixó pel PSPV-PSOE a les eleccions municipals espanyoles de 1983, ocupant el càrrec fins al 1991.
Fou elegit senador per la província de Castelló en 1989, substituint la difunta Josefina López Sanmartín, i a les eleccions generals espanyoles de 1989. Fou vocal de les Comissions d'Afers Exteriors, Indústria i Energia i de Relacions amb el Defensor del Poble.
No es presentà a la reelecció i continuà en la política municipal com a regidor socialista de la Vall d'Uixó, essent reelegit a les eleccions municipals de 2007. A les eleccions municipals espanyoles de 2015 fou el cap de llista del PSPV-PSOE de la Vall d'Uixó.